# Agave jaiboli
Agave jaiboli är en sparrisväxtart som beskrevs av Howard Scott Gentry. Agave jaiboli ingår i släktet Agave och familjen sparrisväxter. Inga underarter finns listade i Catalogue of Life.